# Лил, Шарон
Ша́рон Энн Лил (англ. Sharon Ann Leal; род. 17 октября 1972, Тусон, Аризона) — американская актриса и певица. Известна по ролям в фильмах «Девушки мечты», «Зачем мы женимся?», «Зачем мы женимся снова?», а также сериалам «Адские кошки», «Бостонская школа» и «Наследие».

## Биография и личная жизнь
Лил родилась в Тусоне, Аризона, в семье матери-филиппинки и отца-афроамериканца. Её приёмный отец Джесси Лил — сержант Воздушных войск США и офицер воздушной базы «Кларк Эйр». Он женился на матери Лил в 1976 году и удочерил девочку. Мать актрисы — домохозяйка, позже вышла замуж за Элмера Манакила, отца младшей сестры Шарон, Кристины.
Близкая подруга актрисы Ивонн Райт, коллеги по сериалу «Путеводный свет». Вместе участвовали в местной постановки мюзикла «Девушки мечты».

## Карьера
Карьера девушки началась с роли Далии Крид в сериале «Путеводный свет» канала CBS. Позже она сыграла в постановке «Ренты» на Бродвее. Вскоре она получила роль Мими национальном туре «Ренты». Также её можно услышать на записи офф-бродвейского мюзикла «Яркие огни, большой город» вместе с Патриком Уилсоном и Джесси Л. Мартин. В 2001 году принимала участие в записи мюзикла «Оставляя следы» (англ. Making Tracks).
С 2000 по 2004 году снималась в прайм-тайм шоу «Бостонская школа» канала Fox и снялась в фильме «Услышь музыку». Появилась в шоу «Международный аэропорт Лос-Анджелеса» (англ. LAX) канала NBC в роли жены директора аэропорта Роджера Десузы.
В 2006 снялась в кино-адаптации мюзикла «Девушки мечты» в роли Мишелль Моррис, замены Эффи Уайт в группе «The Supremes» — в картине также снялись Бейонсе Ноулз, Дженнифер Хадсон, Эдди Мёрфи и Джейми Фокс. В 2007 году сыграла главную роль в фильме «Рождество» и комедийной мелодраме «Зачем мы женимся?», за которой последовал сиквел «Зачем мы женимся снова?». В 2010 году исполнила одну из главных ролей в молодёжной спортивной драме «Адские кошки» — актрисе досталась роль тренера Ванессы Лодж. Шоу было закрыто в 2011 году после показа одного сезона, состоящего из 22 эпизодов.

## Фильмография

### Кино
| Кино | Кино                              | Кино                                  | Кино           | Кино |
| Год  | Название                          | В оригинале                           | Роль           | Примечания |
| ---- | --------------------------------- | ------------------------------------- | -------------- | --- |
| 2000 | Услышь музыку                     | Face The Music                        | Трейси         | |
| 2004 | Каковы шансы?                     | What Are The Odds?                    | Никки          | короткометражный фильм |
| 2006 | Девушки мечты                     | Dreamgirls                            | Мишелль Моррис | Номинации на премии: «Asian Excellence Award» в номинации Outstanding Film Supporting Actress «Broadcast Film Critics Association Award» в номинации Best Acting Ensemble «Screen Actors Guild Award» в номинации Outstanding Performance By A Cast In A Motion Picture |
| 2007 | Мотивы: Возмездие                 | Motives 2                             | Нина           | сразу на видео |
| 2007 | Зачем мы женимся?                 | Why Did I Get Married?                | Дайан          | |
| 2007 | Рождество                         | This Christmas                        | Келли Уитфилд  | Премия: «Asian Excellence Award» в номинации Outstanding Film Actress |
| 2008 | Блюзмены                          | Soul Men                              | Клео           | |
| 2008 | Патрульный                        | Linewatch                             | Анджела Диксон | сразу на видео |
| 2009 | В центре внимания                 | Limelight                             | Нина           | |
| 2010 | Зачем мы женимся снова?           | Why Did I Get Married Too?            | Дайанна Брок   | |
| 2011 | Маленький убийца                  | Little Murder                         | Дженнифер      | |
| 2012 | Женщина, ты свободна! На 7-й день | Woman Thou Art Loosed: On the 7th Day | Кэри Эймс      | |
| 2014 | Зависимый                         | Addicted                              | Зои Рейнард    | |
| 2017 | Выстрел                           | Shot                                  | Фиби           | |

### Телевидение
| Телевидение | Телевидение                          | Телевидение      | Телевидение        | Телевидение                              |
| Год         | Название                             | В оригинале      | Роль               | Примечания                               |
| ----------- | ------------------------------------ | ---------------- | ------------------ | ---------------------------------------- |
| 1998—1999   | Наследие                             | Legacy           | Марита             | 18 эпизодов основной состав              |
| 1996—1999   | Путеводный свет                      | Guiding Light    | Далия Крид         | 218 эпизодов основной состав             |
| 2000—2004   | Бостонская школа                     | Boston Public    | Мэрилин Сьюдор     | 67 эпизодов основной состав              |
| 2005        | Лас-Вегас                            | Las Vegas        | Нина               | эпизод «Sperm Whales & Spearmint Rhinos» |
| 2004—2005   | Международный аэропорт Лос-Анджелеса | LAX              | Моник ДэСуза       | 3 эпизода                                |
| 2007        | C.S.I.: Место преступления Майами    | CSI: Miami       | Лорун Слоун        | эпизода «Internal Affairs»               |
| 2009        | Частная практика                     | Private Practice | Доктор Соня Николс | 5 эпизодов                               |
| 2010—2011   | Адские кошки                         | Hellcats         | Ванесса Лодж       | 21 эпизод основной состав                |
| 2011        | Форс-мажоры                          | Suits            | Лиза Паркер        | эпизод «Dirty Little Secrets»            |
| 2012        | Вина                                 | Guilty           | Сара Уэстон        | телевизионный фильм                      |
| 2016        | Супергёрл                            | Supergirl        | Мисс Марсианка     |                                          |
| 2018—2020   | Хороший доктор                       | The Good Doctor  | Бриз Браун         | роль второго плана                       |
| 2018        | Инстинкт                             | Instinct         | Моника Эрнандес    |                                          |